# Đông Quán Hán ký
Đông Quán Hán ký (chữ Hán: 东观汉记), người đời Hán gọi là Đông Quán ký, là bộ sách theo thể kỷ truyện ghi lại lịch sử đời Đông Hán, từ thời Hán Quang Vũ Đế đến thời Hán Linh Đế. Đây là tác phẩm lịch sử ghi chép các sự kiện đương đại bậc nhất của Trung Quốc, từ đời Đường về trước được xem là sử liệu chính thức, cùng Sử ký và Hán thư gọi là Tam sử, cho đến khi bị thay thế bởi Hậu Hán thư của Phạm Diệp (xem mục tham khảo ở dưới).
Do sử quán bấy giờ được đặt tại Đông Quán, nên mới có tên như vậy.

## Các soạn giả
Lưu Trân là tổng tài quan chính thức đầu tiên nên được thường nhắc đến, nhưng Đông Quán Hán ký là tác phẩm lịch sử đương đại, trải qua nhiều lần biên soạn bổ túc, các soạn giả được biết đến gồm có: Ban Cố, Trần Tông, Doãn Mẫn, Mạnh Dị, Lưu Trân, Lý Vưu, Lưu Đào Đồ, Phục Vô Kỵ, Hoàng Cảnh, Biên Thiều, Thôi Thực, Chu Mục, Tào Thọ, Diên Đốc, Mã Mật Đê, Thái Ung, Dương Bưu, Lư Thực, Hàn Thuyết, Lưu Hồng ; ngoài ra còn có Lưu Phục, Giả Quỳ, Mã Nghiêm, Đỗ Phủ, Lưu Nghị, Vương Dật, Đặng Tự, Trương Hoa .

## Quá trình biên soạn
Đông Quán Hán ký trước sau có 4 lần biên soạn bổ túc:
1. Thời Minh đế, Ban Cố cùng 3 người Trần Tông, Doãn Mẫn, Mạnh Dị thụ mệnh biên soạn Thế tổ bản kỷ, ghi chép cố sự về công thần của Quang Vũ đế và Lục Lâm, Tân Thị, Công Tôn Thuật, làm ra 28 thiên liệt truyện, tái ký , còn có sự tham gia của 4 người Đỗ Phủ, Mã Nghiêm, Lưu Phục, Giả Quỳ . Đây là lần biên soạn sơ bộ của Đông Quán Hán ký.
2. Trong những năm Vĩnh Ninh (120 – 121) thời An đế, Đặng thái hậu hạ chiếu mệnh cho bọn Lưu Trân, Lý Vưu, Lưu Đào Đồ (con Lưu Phục), Lưu Nghị trước tác Trung hưng dĩ hạ danh thần liệt sĩ truyện, ngoài ra còn có các ghi chép về Kỷ, Biểu, Ngoại thích... bắt đầu từ niên hiệu Kiến Vũ (25 – 56) đến niên hiệu Vĩnh Sơ (107 – 113). Bộ sách bắt đầu được gọi là Hán ký. Không lâu sau, địa điểm công tác được dời đến Đông Quán thuộc Nam Cung. Sau đó Lưu Trân, Lý Vưu nối nhau qua đời, bọn Phục Vô Kỵ, Hoàng Cảnh phụng mệnh tiếp tục biên soạn các ghi chép về Chư vương, Vương tử, Công thần, Ân trạch hầu biểu, Hung Nô Nam Thiền vu, Tây Khương truyện, Địa lý chí. Đây là lần biên soạn quy mô đầu tiên .
3. Năm Nguyên Gia đầu tiên (151) thời Hoàn đế, Biên Thiều, Thôi Thực, Chu Mục, Tào Thọ thụ mệnh tiếp tục biên soạn Hiếu Mục hoàng truyện [1], Hiếu Sùng hoàng truyện [2] và Thuận Liệt hoàng hậu truyện[3]; còn cố sự về An Tư hoàng hậu và những người liên quan[4] vào Ngoại thích truyên; những người như Thôi Triện vào Nho lâm truyện. Thôi Thực, Tào Thọ lại cùng Diên Đốc làm Bách quan biểu và truyện về các công thần của Thuận đế là Tôn Trình, Quách Trấn, còn có truyện về Trịnh Chúng, Thái Luân. Tổng cộng đã soạn được 114 thiên .
4. Trong những năm Hi Bình (172 – 178), bọn Thái Ung, Mã Mật Đê, Dương Bưu, Lư Thực, Hàn Thuyết, Lưu Hồng kế tục việc soạn sách, làm Linh đế kỷ và 42 thiên liệt truyện. Thái Ung dựa vào bản thảo Cựu nghi của thầy là Hồ Quảng mà soạn thành bản thảo Thập chí. Sau khi vào Đông Quán, Ung lập tức cùng Trương Hoa, Lưu Hồng tiếp tục biên soạn 10 chí. Nhưng Thái Ung bị đày đi Sóc Phương, dâng thư xin về để tiếp tục biên soạn, sau khi được trở về đã hoàn thành 10 ý (kiêng húy Hoàn đế Lưu Chí). Gặp lúc Đổng Trác dời đô, rất nhiều sách vở bị hủy hoại và thất lạc. Năm Kiến An đầu tiên (196) thời Hiến đế, Dương Bưu tiến hành tổng chỉnh lý Hán ký – cũng là lần sau cùng – nhưng không thể tìm lại hay bổ khuyết nhưng văn bản đã mất  .

## Quá trình lưu truyền
Tên gọi Hán ký tiếp tục được dùng trong giai đoạn Tam Quốc – Lưỡng Tấn, đến Nam Bắc triều mới đổi là Đông Quán Hán ký. Từ đời Tấn, Đông Quán Hán ký cùng Sử ký và Hán thư hợp thành Tam sử, thành ra nhắc đến trước tác về lịch sử Đông Hán thì không thể bỏ qua bộ sách này  .
Đông Quán Hán ký sang đời Tùy còn đến 143 quyển , sang đời Đường còn 127 hoặc 126 quyển . Từ đời Đường về sau, Đông Quán Hán ký bị Hậu hán thư thay thế trong vai trò tác phẩm lịch sử chính thức về đời Đông Hán . Sang đời Tống còn 43 quyển, sau sự biến Tĩnh Khang chỉ giữ được 8 quyển. Sang đời Nguyên hầu như không còn quyển nào nguyên vẹn .

## Quá trình thu nhặt
Người thời Khang Hi nhà Thanh là Diêu Chi Nhân dựa trên những tàn dư mà bản thân sưu tầm được, tham khảo sử liệu từ 5 bộ sách là Tư Mã Bưu, Tục Hán thư – Thập chí [bản do Lưu Chiêu đời Lương chú giải]; Phạm Diệp, Hậu Hán thư [bản do Chương Hoài thái tử Lý Hiền đời Đường chú giải]; Ngu Thế Nam đời Tùy, Bắc Đường thư sao; Âu Dương Tuân (đời Đường, tổng biên), Nghệ văn loại tụ; Từ Kiên đời Đường, Sơ học ký mà soạn thành 840 bài văn trong 8 quyển, gọi là Diêu tập bản. Bản này bị sử quan đời Thanh cho là vừa rườm rà (bởi sử liệu không được chọn lọc và sắp xếp hợp lý) vừa khiếm khuyết (bởi nguồn sử liệu hạn chế).
Sử quan thời Càn Long lấy Diêu tập bản làm cơ sở, tham khảo Thái Bình ngự lãm (đời Tống), Vĩnh Lạc đại điển (đời Minh), sửa chữa, bổ túc và hiệu đính thành 24 quyển: Đế kỷ 3 quyển, Niên biểu 1 quyển, Chí 1 quyển, Liệt truyện 17 quyển, Tái ký 1 quyển, còn có Dật văn 1 quyển, đưa vào Vũ Anh Điện tụ trân tùng thư, gọi tắt là Tụ trân bản. Bản này bị người đương đại Ngô Thụ Bình cho là vẫn còn khiếm khuyết về mặt sử liệu, cố gắng thống nhất về văn phong đã làm mất đi tính nguyên bản, chú giải không đặt liền sau mỗi bài gây khó khăn cho độc giả.

## Mục lục
Trên cơ sở Tụ trân bản và mở rộng nguồn sử liệu để tham khảo, Ngô Thụ Bình đã biên soạn Đông Quán Hán ký hiệu chú gồm 22 quyển:
- Quyển 1 - kỷ 1 - Thế Tổ Quang Vũ hoàng đế
- Quyển 2 - kỷ 2 - Hiển Tông Hiếu Minh hoàng đế, Túc Tông Hiếu Chương hoàng đế, Mục Tông Hiếu Hòa hoàng đế, Hiếu Thương hoàng đế
- Quyển 3 - kỷ 3 - Cung Tông Hiếu An hoàng đế, Kính Tông Hiếu Thuận hoàng đế, Hiếu Xung hoàng đế, Hiếu Chất hoàng đế, Uy Tông Hiếu Hoàn hoàng đế, Hiếu Linh hoàng đế
- Quyển 4 - biểu - Chư vương biểu, vương tử hầu biểu, công thần biểu, ân trạch hầu biểu, bách quan biểu
- Quyển 5 - chí - luật lịch chí, lễ chí, nhạc chí, giao tự chí, thiên văn chí, địa lý chí, triều hội chí, xa phục chí
- Quyển 6 - truyện 1 hoàng hậu - Quang Liệt Âm hoàng hậu, Minh Đức Mã Hoàng hậu, Chương Đức Đậu hoàng hậu, Kính Ẩn Tống hoàng hậu, Hiếu Hòa Âm hoàng hậu, Hòa Hi Đặng hoàng hậu, An Tư Diêm hoàng hậu, Thuận Liệt Lương hoàng hậu, Đậu quý nhân, Hiếu Sùng Yển hoàng hậu, Hiếu Hoàn Đặng hoàng hậu, Linh Đế Tống hoàng hậu, Linh Tư Hà Hoàng hậu
- Quyển 7 - truyện 2 tông thất chư vương Hiếu Hoàng - Tề Vũ vương Diễn, Bắc Hải Tĩnh vương Hưng, Bắc Hải Kính vương Mục, Triệu Hiếu vương Lương, Lưu Hoằng, Lưu Lương, Thành Dương Cung vương Chỉ, Đông Hải Cung vương Cường, Bái Hiến vương Phụ, Sở vương Anh, Tế Nam An vương Khang, Đông Bình Hiến vương Thương, Phụ Lăng Chất vương Duyên, Quảng Lăng Tư vương Kinh, Trung Sơn Giản vương Yên, Lang Da Hiếu vương Kinh, Bành Thành Tĩnh vương Cung, Nhạc Thành Tĩnh vương Đảng, Nhạc Thành vương Trường, Hạ Bi Huệ vương Diễn, Lương Tiết vương Sướng, Thanh Hà vương Khánh, Bình Nguyên vương Thắng, Hiếu Mục hoàng, Hiếu Sùng hoàng
- Quyển 8 - truyện 3 - Lưu Huyền, Chu Vĩ, Thân Đồ Chí, Vương Lang, Tô Mậu, Bàng Manh, Vương Hoành, Bành Sủng, Lư Phương
- Quyển 9 - truyện 4 - Lý Thông, Đặng Thần, Lai Hấp, Đặng Vũ, Đặng Huấn, Đặng Hồng, Đặng Trắc, Đặng Khôi, Đặng Hoằng, Đặng Xương, Đặng Báo, Đặng Tuân, Khấu Tuân, Phùng Dị, Phùng Chương, Sầm Bành, Sầm Khởi, Giả Phục, Giả Tông, Phùng Tuấn, Trương Phong, Tần Phong, Đặng Phụng
- Quyển 10 - truyện 5 - Ngô Hán, Cái Diên, Trần Tuấn, Trần Phù, Tang Cung, Cảnh Huống, Cảnh Yểm, Cảnh Quốc, Cảnh Bỉnh, Cảnh Cung, Diêu Kỳ, Vương Bá, Sái Tuân, Sái Can, Sái Sâm, Quách Huống, Đặng Nhượng, Tôn Hàm, Tưởng Dực, Dương Chính, Cảnh Tung, Trương Trọng, Khương Thi
- Quyển 11 - truyện 6 trung hưng công thần - Nhâm Quang, Nhâm Ngỗi, Lý Trung, Lý Thuần, Phi Đồng, Lưu Thực, Lưu Hâm, Lưu Gia, Cảnh Thuần, Chu Hỗ, Cảnh Đan, Vương Lương, Mã Thành, Lưu Long, Phó Tuấn, Kiên Đàm, Mã Vũ
- Quyển 12 - truyện 7 - Đậu Dung, Đậu Cố, Đậu Hiến, Đậu Chương, Mã Viện, Mã Liêu, Mã Phòng, Mã Quang, Mã Khách Khanh, Mã Nghiêm, Mã Dung, Mã Lăng, Chu Bột, Phàn Trọng, Phàn Hoành, Phàn Du, Phàn Phạm, Phàn Chuẩn, Âm Mục, Âm Thức, Âm Hưng, Âm Phụ
- Quyển 13 - truyện 8 - Trác Mậu, Lỗ Cung, Lỗ Phi, Ngụy Bá, Lưu Khoan, Phục Trạm, Phục Thịnh, Phục Cung, Phục Thần, Hầu Bá, Hàn Hâm, Tống Hoằng, Phùng Cần, Quách Hạ, Triệu Hý, Mưu Dung, Vi Bưu, Vi Báo, Hoàn Ngu, Triệu Cần, Vương Phụ, Tống Dương
- Quyển 14 - truyện 9 - Tuyên Bỉnh, Tuyên Bưu, Trương Trạm, Vương Đan, Trần Tuân, Vương Lương, Đỗ Lâm, Quách Đan, Ngô Lương, Thừa Cung, Trịnh Quân, Triệu Ôn, Hoàn Đàm, Phùng Diễn, Phùng Báo, Điền ấp, Thân Đồ Cương, Bảo Vĩnh, Bảo Dục, Chất Uẩn, Tô Cánh, Quách Cấp, Đỗ Thi, Khổng Phấn, Trương Kham, Liêm Phạm, Vương Đường
- Quyển 15 - truyện 10 - Chu Phù, Phùng Phường, Phùng Thạch, Ngu Diên, Trịnh Hoằng, Lương Thống, Lương Tủng, Lương Thương, Lương Ký, Lương Bất Nghi, Trương Thuần, Tào Bao, Trịnh Hưng, Trịnh Chúng, Phạm Thăng, Trần Nguyên, Giả Quỳ, Tư Mã Quân, Nhữ Úc, Trương Bá, Trương Khải, Hoàn Vinh, Hoàn Úc, Hoàn Yên, Hoàn Điển, Hoàn Loan, Hoàn Nham, Đinh Sâm, Đinh Hồng, Dương Kiều, Mao Nghĩa, Tiết Bao, Lưu Bình, Triệu Hiếu, Ngụy Đàm, Nghê Manh, Vương Lâm, Thuần Vu Cung, Giang Cách, Lưu Bàn, Lưu Khải, Thái Thuận, Triệu Tư
- Quyển 16 - truyện 11 - Ban Bưu, Ban Cố, Ban Siêu, Ban Thủy, Đệ Ngũ Luân, Huyền Hạ, Chung Ly Ý, Tống Quân, Chu Huy, Nhạc Khôi, Hà Sưởng, Đặng Bưu, Trương Huống, Trương Hâm, Trương Vũ, Từ Phòng, Trương Mẫn, Hồ Quảng, Viên An, Trương Bô, Hàn Lăng, Chu Vinh, Quách Cung, Triệu Hưng, Trần Sủng, Trần Trung, Doãn Cần, Lương Phúng, Hà Hi, Ứng Thuận, Ứng Phụng, Ứng Thiệu, Lý Tuân, Bàng Tham, Chúc Lương, Trần Quy, Sào Kham, Trịnh Cừ, Trương Biểu
- Quyển 17 - truyện 12 - Thôi Triện, Thôi Nhân, Thôi Viện, Thôi Thực, Thân Đồ Bàn, Mẫn Cống, Tuân Nhẫm, Phùng Lương, Dương Chấn, Dương Bỉnh, Dương Tứ, Trương Cương, Trần Cầu, Đỗ An, Đỗ Căn, Lý Vân, Thái Ung, Tả Hùng, Chu Cử, Hoàng Hương, Hoàng Quỳnh, Hoàng Uyển, Lý Cố, Trần Thực, Ngô Hữu, Nhâm Thượng, Trương Đam, Chu Toại, Trương Hoán, Đoàn Quýnh, Trần Phồn, Vương Doãn, Lý Ưng, Quách Thái, Tuân Đàm, Lưu Hữu, Tông Tư, Phù Dung, Hàn Trác, Khổng Dung, Hoàng Phủ Tung, Viên Thiệu, Lã Bố, Khâu Đằng, Hàn Chiêu, Triệu Tự, Vi Nghị, Chu Tất, Quách Dĩ
- Quyển 18 - truyện 13, truyện hỗn tạp – Vệ Táp, Tì Sung, Nhâm Diên, Vương Cảnh, Tần Bành, Vương Hoán, Đổng Tuyên, Phàn Diệp, Lý Chương, Chu Hu, Dương Cầu, Trịnh Chúng, Thái Luân, Tôn Trình, Miêu Quang, Quách Nguyện, Tào Tiết, Lưu Côn, Lưu Dật, Oa Đan, Họa Dương Hồng, Dương Chính, Âu Dương Hấp, Đới Bằng, Mưu Trường, Doãn Mẫn, Cao Hủ, Ngụy Ứng, Tiết Hán, Triệu Tuần, Chu Trạch, Tôn Kham, Chân Vũ, Trương Huyền, Lý Dục, Đỗ Đốc, Cao Bưu, Lý Nghiệp, Lưu Mậu, Sở Phụ, Ôn Tự, Tác Lô Phóng, Lý Thiện, Chu Gia, Lý Sung, Phạm Đan, Lưu Dực, Quách Phượng, Quách Ngọc, Phùng Manh, Chu Đảng, Vương Phách, Nghiêm Quang, Tỉnh Đan, Lương Hồng, Cao Phượng, Vợ Bào Tuyên, Mẹ Bàng Dục
- Quyển 19 - truyện 14 không rõ niên đại – Tưởng Điệp, Đinh Hàm, Tu Tụng, Chu Hành, Lưu Huấn, Lương Phúc, Phạm Khang, Tông Khánh, Hỷ Di, Bặc Phúc, Địch Hâm, Ngụy Thành, Tất Tầm, Đoàn Phổ, Hình Sùng, Âm Mãnh, Trương Ý, Thẩm Phong, Tiêu Bưu, Trần Hiêu
- Quyển 20 - truyện 15 tứ duệ (4 rợ) - Hung Nô Nam thiền vu, Tạc Đô Di, Tây Khương, Tây Vực
- Quyển 21 - tái ký - Vương Thường, Lưu Bồn Tử, Phàn Sùng, Lã Mẫu, Ngỗi Hiêu, Vương Nguyên, Công Tôn Thuật, Diên Sầm, Điền Nhung
- Quyển 22 - tán cú, bổ di, phụ lục, chú thích

## Đánh giá
Đông Quán Hán ký là thành quả của nhiều soạn giả, trải qua nhiều thời kỳ khác nhau, nên không tránh khỏi khuyết điểm thiếu nhất quán về mặt văn phong. Theo tác giả đời Tấn là Phó Huyền thì tác phẩm này lẫn lộn và tạp nhạp, cho thấy khuyết điểm thiếu nhất quán về mặt lựa chọn và sắp xếp sử liệu; đó cũng là nguyên nhân mà Hậu Hán thư – có kết cấu hoàn chỉnh và chặt chẽ hơn – đã giành được vị trí của Đông Quán Hán ký trong lịch sử Trung Quốc.
Nhưng Đông Quán Hán ký lại là tác phẩm lịch sử đương đại, các soạn giả có được nguồn sử liệu vô cùng phong phú và rất đáng tin cậy. Những mất mát của Đông Quán Hán ký cũng chính là những mất mát của lịch sử Trung Quốc.